# William Clavering-Cowper (2e comte Cowper)
William Clavering-Cowper, 2e comte Cowper (13 août 1709 - 18 septembre 1764), titré vicomte Fordwich entre 1718 et 1723, est un pair et courtisan britannique.

## Biographie
Né William William Cowper, il est le fils aîné de William Cowper (1er comte Cowper) et de Mary, fille de John Clavering, de Chopwell, comté de Durham. Il prend plus tard le nom additionnel de Clavering. Il succède à son père comme comte en octobre 1723, à l'âge de 14 ans. En 1744, il est nommé Lord Lieutenant du Hertfordshire, poste qu'il occupe jusqu'à sa mort. Il est également Lord de la chambre de George II.
Lord Cowper se marie deux fois. Il épouse d'abord Henrietta, fille de Henry de Nassau d'Auverquerque (1er comte de Grantham), en 1732. Après sa mort en septembre 1747, il se remarie avec Georgiana Caroline, fille de John Carteret, second comte de Granville et veuve de John Spencer. Il meurt en septembre 1764, à l'âge de 55 ans. Son fils, de son premier mariage, George Clavering-Cowper (3e comte Cowper), lui succède comme comte. La comtesse Cowper est décédée en août 1780 .